# قورتلوجة عليا
قورتلوجة عليا هي قرية في مقاطعة خدا أفرين، إيران. عدد سكان هذه القرية هو 10 في سنة 2006.